# وسام "شرف"
وسام شرف (بالأذرية: Şərəf" ordeni") هو وسام الدولة، أحد الأوسمة التي كانت تمنحها حكومة في جمهورية أذربيجان. تأسس بموجب القرار رئيس جمهورية أذربيجان إلهام علييف بقرار رقم 248، في 16 فبرايير 2007.

## الفئات الجديرة بالوسام
يمنح وسام «الشرف» لجمهورية أذربيجان لمواطني جمهورية أذربيجان والأجانب وللأشخاص عديمي الجنسية:
- على الخدمات المتميزة لدولة وشعب جمهورية أذربيجان
- على الخدمات الخاصة لأعمال البناء الوطنية للدولة أذربيجان
- على الخدمات المتميزة في العلوم والثقافة والأدب والفنون والتعليم والصحة.
- على الخدمات الاستثنائية في التنمية الاقتصادية والعلمية والتقنية والاجتماعية والثقافية

## وصف الوسام
يتكون وسام «الشرف» من نجمة مثمنة مصنوعة من الذهب والبلاتين ومن لوحة دائرية متعلق عليه.
يلبس وسام «الشرف» على الجانب الأيسر من الصدر، وتوضع أمامهم، بحضور أوسمة وميداليات أخرى في جمهورية أذربيجان، بعد ميدالية حيدر علييف ووسام شهرة (أذربيجان) وميدالية «استقلال» ووسام ضاه إسماعيل.